# Trichopilia suavis
Trichopilia suavis là một loài lan được tìm thấy từ Trung Mỹ đến Colombia.

## Hình ảnh

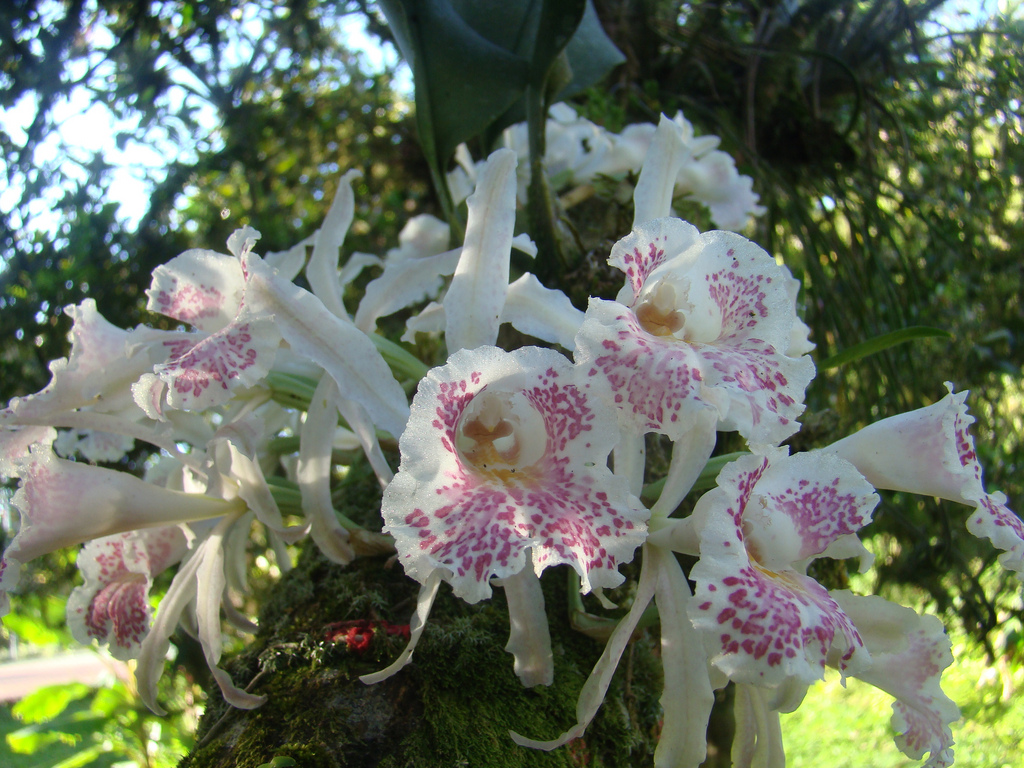
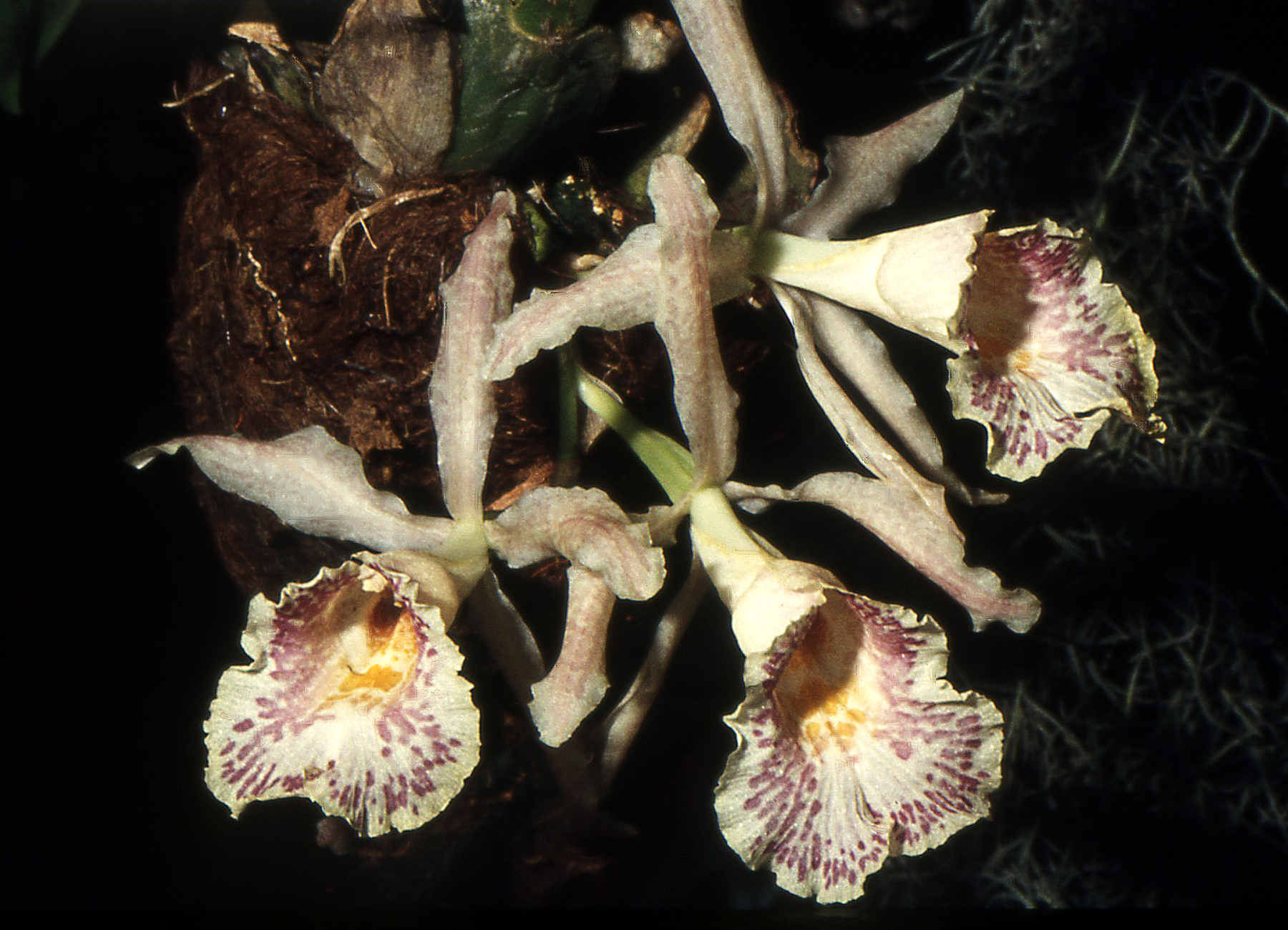
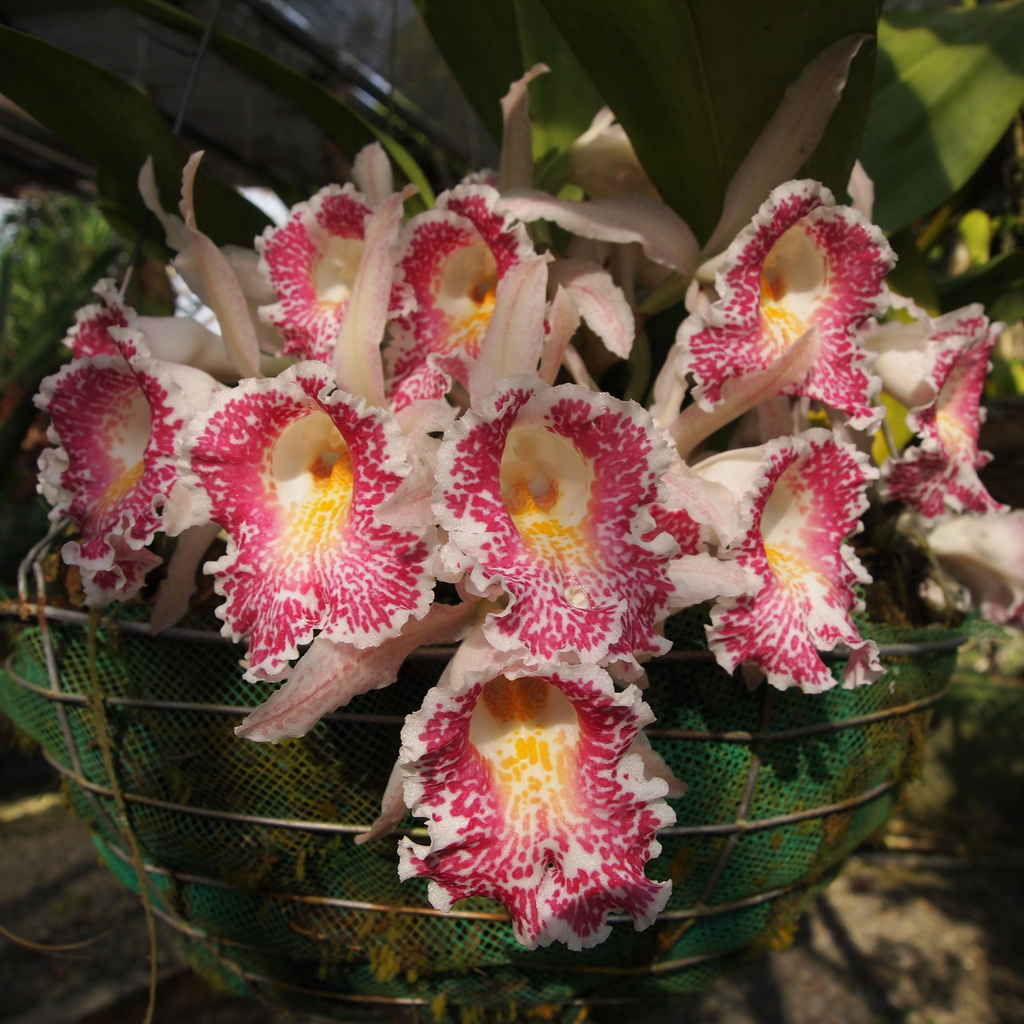